# Октябрьский (Брединский район)
Октябрьский — посёлок в Брединском районе Челябинской области России. Входит в состав Белокаменского сельского поселения.
Упоминался на плане земельной дачи поселка Брединского (1895) на месте, где сейчас расположен поселок, показана водяная мельница Лосева. 

## География
Расположен в центральной части района, на берегу пруда, устроенного на реке Синташте. Рядом проходит региональная автодорога 75К-009 Кизильское — Бреды — Мариинский — граница с Республикой Казахстан. Расстояние до районного центра посёлка Бреды 12 км.

## Население
| 2002 | 2010 |
| ---- | ---- |
| 241  | ↘174 |

(в 1966 — 343, в 1970 — 373, в 1983 — 216, в 1995 — 264)

## Улицы
- Набережный переулок,
- Октябрьская,
- Школьная.